# Septoria pepli
Septoria pepli är en svampart som beskrevs av D.E. Shaw 1951. Septoria pepli ingår i släktet Septoria och familjen Mycosphaerellaceae.   Inga underarter finns listade i Catalogue of Life.